# マウラ・カリカ寺院

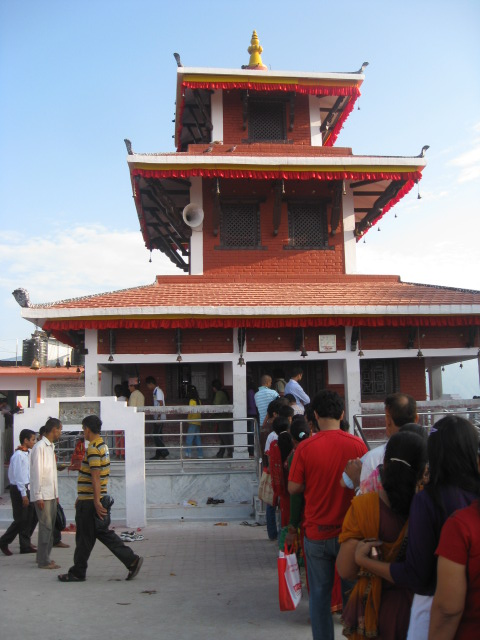
ガインダコート町のマウラ・カリカ寺院

マウラ・カリカ（मौलाकालिका Maula Kālīka）は、ネパール神話の女神の寺院である。シヴァ神の腹の上で踊るカーリー女神は、エネルギー、力と新たな始まりのシンボルであり、ドゥルガーの別名でも知られる。
ネパール中南部にあるガインダコートのマウラ・カリカ寺院は、ネパールでは最近人気がある観光地及び宗教施設の一つとされている。マウラ・カリカは海抜561メートルのマウラ山の頂上に位置し、南にはナラヤニ川、北には高い山々がある。

## 歴史
歴史的に、16世紀にパルパにあった王朝（パルパ・セーナ王国）はヒンドゥー教の女神カリカをエネルギーと権力及び調和と物事の新たな始まりの象徴として、マウラ山の頂上でカリカ女神の参拝を行っていたとされている。それ以来、マウラ・カリカの存在と人気が代々と伝わってきたという。

## 観光及びハイキング

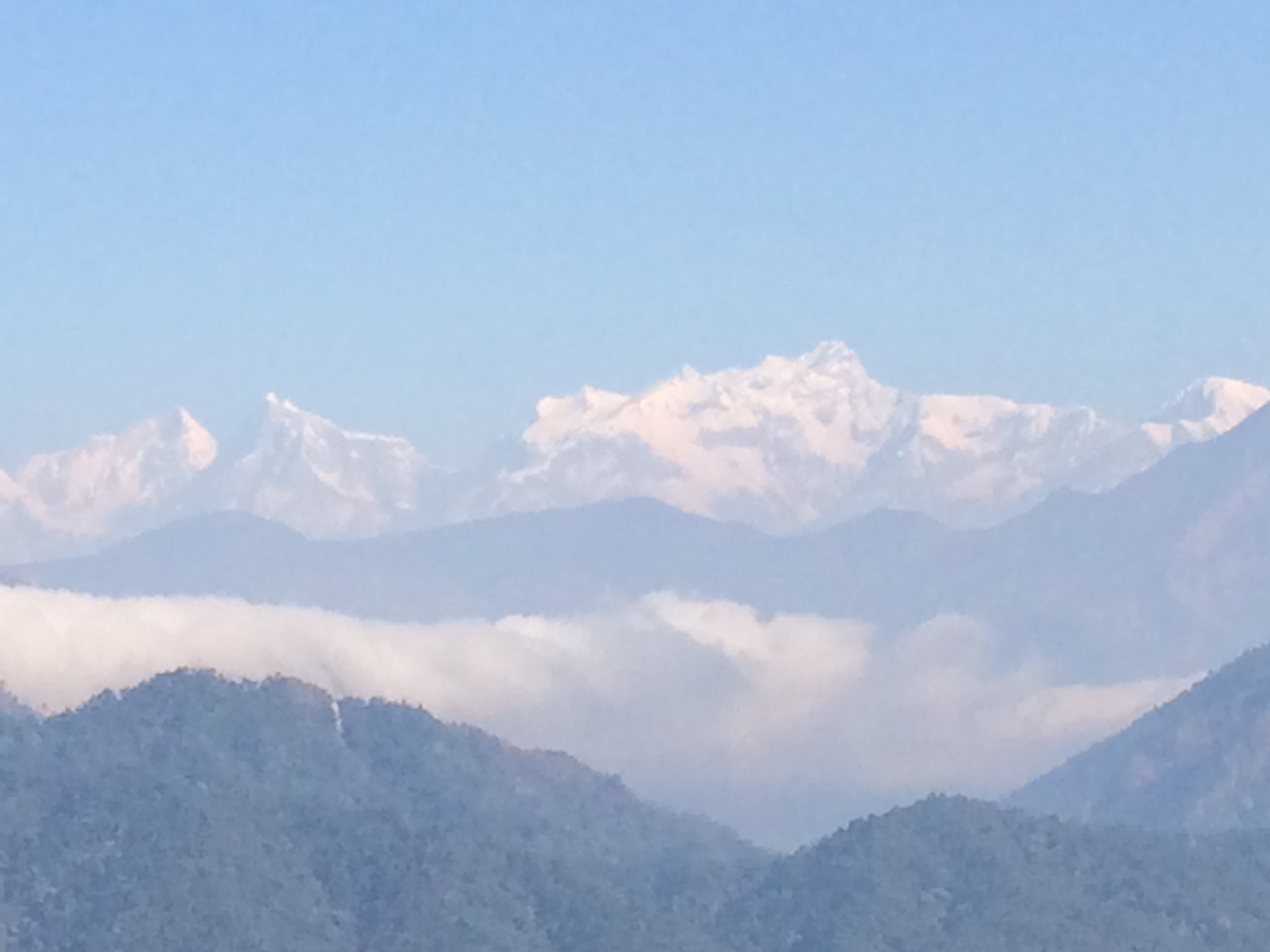
山の頂から見えるマナスル

1990年代初めに現在の寺院が建設されて以来参拝者及び観光客が年々と増えている。ネパール最大の祭りであるダサイン祭のシーズン（例年9月 - 10月）では最近、毎年数十万人の観光客が訪れるといわれている。2010年にはネパールの初代大統領ラーム・バラン・ヤーダブが寺院を訪問した他、インドからは有名なヨガ・グルのラームデーヴが寺院を訪れた。
最近、マウラ・カリカはハイキング及びアドベンチャースポットとしても地域及び周辺の人々にとって大変人気がある。山の麓から頂上まで約2000メートルのハイキングルートが整備されており、毎日多くの人々が訪れる。更に国内外から訪れるチトワン国立公園の観光客も当地を経由してカトマンズやルンビニへ向かうという。観光客はバラトプルまたはナラヤンガートのロッジに滞在する。晴れた日には頂上から南に国立公園、チトワン盆地のパノラマが広がり、北側にマナスルが見える。山の頂からは朝日が昇るのが見える。

## 交通アクセス

### 航空
最寄りの空港はバラトプル空港である。空港まで車で約30分。カトマンズとポカラに便がある。

### 道路
カトマンズからバスまたは自動車で5時間。インド国境近くのルンビニとビールガンジから車で3時間。